# 塔出 (唐兀氏)
塔出（1244年—1280年），党项族唐兀氏，元朝大将，布兀剌之子。
塔出幼年孤，善骑射。1264年，侍奉元世祖忽必烈。1270年，为昭勇大将军，山东统军使，镇守莒州、密州、胶州、沂州，扼守宋军。1272年，改佥枢密院事。攻略涟海，收降宋朝将领蒋德胜。1273年，改任佥淮西等处行枢密院事，驻守正阳。1274年，以镇国上将军、淮西行省参知政事，攻打安丰、庐州、寿州，击败宋朝夏贵，解围正阳。1275年，随丞相伯颜以水师和宋军大战，顺长江拿下池州、太平、建康、丹徒、江阴、常州，扼守西津大败宋军，官至淮东左副都元帅。1276年，领淮西行中书省事，训练士卒，禁止掠夺人民，境内安然。任江西都元帅，平定广东。1277年，加赐双虎符，为江西宣慰使，后为中书右丞，行中书省事。1280年，入京朝觐，去世。

## 传記資料
- 《元史》卷107 列传第二十
- 《新元史》卷126 列传第二十三